# 弗兰克·迪谢
弗兰克·迪谢（法語：Franck Ducheix，1962年4月11日—），法国男子击剑运动员。他曾代表法国参加1984年、1988年、1992年和1996年夏季奥林匹克运动会击剑比赛，共获得一枚银牌和一枚铜牌。